# PGC 1683457
LEDA/PGC 1683457 ist eine Galaxie im Sternbild Löwe auf der Ekliptik, die schätzungsweise 2 Milliarden Lichtjahre von der Milchstraße entfernt ist. Im selben Himmelsareal befinden sich u. a. die Galaxien NGC 3951, NGC 3983, IC 739, IC 744.